# Norwegischer Fußballpokal der Männer 1965
Der norwegische Fußballpokal 1965 (kurz auch NM-Cup 1965 genannt) war die 60. Austragung des Fußballpokalwettbewerbs der Männer. Der Pokalsieger konnte erst nach drei Finalspielen ermittelt werden, nachdem sich beide Mannschaften zuerst 2:2 nach Verlängerung und anschließend 1:1 nach Verlängerung trennten. In der zweiten Wiederholung setzte sich Skeid Oslo mit 2:1 gegen Frigg Oslo FK durch. Durch den Sieg qualifizierte sich Skeid für den Europapokal der Pokalsieger 1966/67.

## 1. Runde
| Datum      |                       | Ergebnis  |                     |
| ---------- | --------------------- | --------- | ------------------- |
| 02.06.1965 | SFK Lyn Oslo          | 4:0       | SK Kampørn          |
|            | Odds BK               | 4:1       | Brevik IL           |
| 05.06.1965 | Ny-Krohnborg IL       | 1:6       | Brann Bergen        |
| 06.06.1965 | Askim FK              | 1:2       | Sarpsborg FK        |
|            | Aurskog IL            | 4:0       | Eidsvold Turn       |
|            | SK Baune              | 3:1       | Fana IL             |
|            | IF Borg               | 1:4       | IF Pors             |
|            | Brekstad BK           | 1:3       | IL Sverre           |
|            | SK Djerv 1919         | 0:4       | Bryne FK            |
|            | FK Donn               | 5:2       | FK Jerv             |
|            | SBK Drafn             | 2:1       | Geithus IL          |
|            | Eik IF                | 2:0       | Asker SK            |
|            | SK Falken             | 0:1       | SFK Bodø-Glimt      |
|            | Flekkefjord FK        | 5:0       | IK Grane Arendal    |
|            | Fram Larvik           | 3:0       | IL Skade            |
|            | Fredrikstad FK        | 1:0       | Gresvik IF          |
|            | FK Fremad Lillehammer | 1:2       | Brumunddal IL       |
|            | FK Gjøvik Lyn         | 2:0       | SK Mesna            |
|            | Grorud IL             | 0:2       | Frigg Oslo FK       |
|            | Ham-Kam               | 11:00     | Redalen IL          |
|            | SK Haugar             | 1:4       | Buøy IL             |
|            | IL Hødd               | 7:2       | Åndalsnes IF        |
|            | Jevnaker IF           | 1:0       | Strømsgodset IF     |
|            | IL Jotun              | 1:0       | Sogndal IL          |
|            | Kirkenes IF           | 0:2       | Tromsø IL           |
|            | Kongsvinger IL        | 0:5       | Strømmen IF         |
|            | Kristiansund FK       | 4:0       | Rindal IL           |
|            | Kvik Halden FK        | 0:2       | Østsiden IL         |
|            | Langesund IF          | 0:5       | Larvik Turn         |
|            | Langevåg IL           | 4:0       | Måløy IL            |
|            | Lillestrøm SK         | 1:2       | Stange SK           |
|            | IL Liull              | 1:2       | Vålerenga Oslo      |
|            | Løkken IF             | 2:2 n. V. | FK Kvik Trondheim   |
|            | FK Mandalskameratene  | 1:8       | FK Vigør            |
|            | Mjøndalen IF          | 1:2       | FK Ørn              |
|            | Moelven IL            | 2:1       | Raufoss IL          |
|            | Molde FK              | 4:0       | Clausenengen FK     |
|            | Moss FK               | 5:2       | IL Spartacus Oslo   |
|            | FK Narvik/Nor         | 3:5       | FK Mjølner          |
|            | Navestad IF           | 1:0       | Greåker IF          |
|            | Neset FK              | 0:3       | Verdal IL           |
|            | SK Nessegutten        | 3:1       | Orkanger IF         |
|            | Nidelv IL             | 5:0       | Flå IL              |
|            | Odda IL               | 1:7       | SK Vard Haugesund   |
|            | Os TF                 | 1:0       | Arna TIL            |
|            | Randaberg IL          | 1:2       | SK Ulf              |
|            | IL Runar Sandefjord   | 1:0       | SK Stag             |
|            | Røros IL              | 1:3       | Hamar IL            |
|            | Sagene IF             | 7:1       | Sandaker SFK/Åsen   |
|            | Selbak TIF            | 2:0       | Torp IF             |
|            | Skeid Oslo            | 3:0       | IF Liv              |
|            | SK Snøgg              | 7:0       | Drangedal IL        |
|            | Stabæk IF             | 1:2       | Lisleby FK          |
|            | Start Kristiansand    | 4:1       | Vindbjart FK        |
|            | Stavanger IF          | 2:1       | SK Jarl             |
|            | Steinkjer FK          | 3:2       | SK Brage            |
|            | Store Bergan IL       | 0:3       | Sandefjord BK       |
|            | IL Varegg             | ?:?       | Nordnes IL          |
|            | Velledalen/Ringen FL  | 1:3       | SK Herd             |
|            | Viking Stavanger      | 7:0       | Nærbø IL            |
|            | IK Våg                | 2:1       | IL Sørfjell         |
|            | Aalesunds FK          | 7:0       | Nord-Gossen IL      |
|            | Årstad IL             | 6:1       | SK Djerv            |
| 07.06.1965 | Hasselvika IL         | 1:4       | Rosenborg Trondheim |

### Wiederholungsspiel
| Datum      |                   | Ergebnis |           |
| ---------- | ----------------- | -------- | --------- |
| 13.06.1965 | FK Kvik Trondheim | 2:0      | Løkken IF |

## 2. Runde
| Datum      |                     | Ergebnis  |                    |
| ---------- | ------------------- | --------- | ------------------ |
| 24.06.1965 | Brann Bergen        | 1:0       | Nordnes IL         |
|            | Hamar IL            | 1:8       | SFK Lyn Oslo       |
| 27.06.1965 | Aurskog IL          | 4:2       | Ham-Kam            |
|            | SFK Bodø-Glimt      | 4:1       | Tromsø IL          |
|            | Brumunddal IL       | 1:6       | Skeid Oslo         |
|            | Bryne FK            | 1:5       | Stavanger IF       |
|            | Buøy IL             | 0:0 n. V. | Viking Stavanger   |
|            | Eik IF              | 7:1       | Jevnaker IF        |
|            | Frigg Oslo FK       | 1:1 n. V. | IL Jotun           |
|            | SK Herd             | 1:2       | Aalesunds FK       |
|            | IL Hødd             | 2:3       | Kristiansund FK    |
|            | FK Kvik Trondheim   | 4:3       | SK Nessegutten     |
|            | Larvik Turn         | 2:3       | SBK Drafn          |
|            | Lisleby FK          | 9:0       | Moelven IL         |
|            | Molde FK            | 3:2       | Langevåg IL        |
|            | Os TF               | 1:2       | Årstad IL          |
|            | IF Pors             | 4:4 n. V. | FK Donn            |
|            | Rosenborg Trondheim | 3:1       | FK Mjølner         |
|            | IL Runar Sandefjord | 3:0       | Fredrikstad FK     |
|            | Sandefjord BK       | 2:0       | IK Våg             |
|            | Sarpsborg FK        | 0:0 n. V. | Selbak TIF         |
|            | Stange SK           | 1:5       | FK Gjøvik Lyn      |
|            | Strømmen IF         | 4:3 n. V. | Moss FK            |
|            | IL Sverre           | 0:1 n. V. | Nidelv IL          |
|            | SK Ulf              | 3:3 n. V. | Flekkefjord FK     |
|            | SK Vard Haugesund   | 5:2       | SK Baune           |
|            | Verdal IL           | 0:3       | Steinkjer FK       |
|            | FK Vigør            | 6:1       | Start Kristiansand |
|            | Vålerenga Oslo      | 3:2       | Navestad IF        |
|            | FK Ørn              | 3:2 n. V. | Fram Larvik        |
|            | Østsiden IL         | 3:1 n. V. | Sagene IF          |
| 29.06.1965 | SK Snøgg            | 2:0       | Odds BK            |

### Wiederholungsspiele
| Datum      |                  | Ergebnis  |               |
| ---------- | ---------------- | --------- | ------------- |
| 04.07.1965 | FK Donn          | 1:3       | IF Pors       |
|            | Flekkefjord FK   | 1:3       | SK Ulf        |
|            | IL Jotun         | 0:2       | Frigg Oslo FK |
|            | Selbak TIF       | 0:1       | Sarpsborg FK  |
|            | Viking Stavanger | 1:0 n. V. | Buøy IL       |

## 3. Runde
| Datum      |                  | Ergebnis  |                     |
| ---------- | ---------------- | --------- | ------------------- |
| 29.07.1965 | SFK Lyn Oslo     | 2:1       | Strømmen IF         |
| 01.08.1965 | Sarpsborg FK     | 4:4 n. V. | Østsiden IL         |
|            | Viking Stavanger | 1:0 n. V. | SK Vard Haugesund   |
|            | Kristiansund FK  | 2:5       | Aurskog IL          |
|            | SBK Drafn        | 1:4       | Frigg Oslo FK       |
|            | Årstad IL        | 6:1       | SK Ulf              |
|            | FK Ørn           | 1:3       | Vålerenga Oslo      |
|            | Aalesunds FK     | 3:2       | Rosenborg Trondheim |
|            | Stavanger IF     | 1:3       | Brann Bergen        |
|            | Lisleby FK       | 6:0       | SK Snøgg            |
|            | FK Vigør         | 1:1 n. V. | Eik IF              |
|            | Skeid Oslo       | 4:0       | IL Runar Sandefjord |
|            | IF Pors          | 1:3       | Sandefjord BK       |
|            | FK Gjøvik Lyn    | 5:2       | Molde FK            |
|            | Steinkjer FK     | 4:1       | FK Kvik Trondheim   |
|            | Nidelv IL        | 5:1       | SFK Bodø-Glimt      |

### Wiederholungsspiele
| Datum      |             | Ergebnis |              |
| ---------- | ----------- | -------- | ------------ |
| 05.08.1965 | Østsiden IL | 2:1      | Sarpsborg FK |
| ??.08.1965 | Eik IF      | 5:0      | FK Vigør     |

## 4. Runde
| Datum      |                | Ergebnis |                  |
| ---------- | -------------- | -------- | ---------------- |
| 22.08.1965 | Aurskog IL     | 0:5      | SFK Lyn Oslo     |
|            | Brann Bergen   | 3:0      | Lisleby FK       |
|            | Eik IF         | 1:7      | Skeid Oslo       |
|            | Sandefjord BK  | 1:2      | FK Gjøvik Lyn    |
|            | Frigg Oslo FK  | 3:0      | Årstad IL        |
|            | Steinkjer FK   | 3:2      | Nidelv IL        |
|            | Vålerenga Oslo | 4:1      | Aalesunds FK     |
|            | Østsiden IL    | 1:2      | Viking Stavanger |

## Viertelfinale
| Datum      |               | Ergebnis |                  |
| ---------- | ------------- | -------- | ---------------- |
| 12.09.1965 | SFK Lyn Oslo  | 4:1      | Viking Stavanger |
|            | Brann Bergen  | 1:2      | Skeid Oslo       |
|            | Frigg Oslo FK | 2:1      | Vålerenga Oslo   |
|            | FK Gjøvik Lyn | 5:0      | Steinkjer FK     |

## Halbfinale
| Datum      |              | Ergebnis  |               |
| ---------- | ------------ | --------- | ------------- |
| 15.10.1965 | SFK Lyn Oslo | 1:3       | Frigg Oslo FK |
| 17.10.1965 | Skeid Oslo   | 1:1 n. V. | FK Gjøvik Lyn |

### Wiederholungsspiel
| Datum      |               | Ergebnis |            |
| ---------- | ------------- | -------- | ---------- |
| 20.10.1965 | FK Gjøvik Lyn | 0:1      | Skeid Oslo |

## Finale
| Frigg Oslo FK                               | Frigg Oslo FK | Skeid Oslo | Skeid Oslo |
| ------------------------------------------- | --- | --- | ---------- |
| Frigg Oslo FK                               | \| Finale \| \| 24. Oktober 1965 in Oslo (Ullevaal-Stadion) \| \| Ergebnis: 2:2 n. V. (1:1, 1:0) \| \| Zuschauer: 18.821 \| \| Schiedsrichter: Finn Bolstad \| \| Spielbericht \| | \| Finale \| \| 24. Oktober 1965 in Oslo (Ullevaal-Stadion) \| \| Ergebnis: 2:2 n. V. (1:1, 1:0) \| \| Zuschauer: 18.821 \| \| Schiedsrichter: Finn Bolstad \| \| Spielbericht \| | Skeid Oslo |
| Frigg Oslo FK                               | 1:0 Tore Fjeldstad (14.) 2:1 Arne Bergersen (111.) | 1:1 Trygve Bornø (60.) 2:2 Kai Sjøberg (114.) | Skeid Oslo |
| Finale                                      | | |            |
| 24. Oktober 1965 in Oslo (Ullevaal-Stadion) | | |            |
| Ergebnis: 2:2 n. V. (1:1, 1:0)              | | |            |
| Zuschauer: 18.821                           | | |            |
| Schiedsrichter: Finn Bolstad                | | |            |
| Spielbericht                                | | |            |

### 1. Wiederholung
| Frigg Oslo FK                               | Frigg Oslo FK | Skeid Oslo | Skeid Oslo |
| ------------------------------------------- | --- | --- | ---------- |
| Frigg Oslo FK                               | \| Finale 1. Wiederholung \| \| 31. Oktober 1965 in Oslo (Ullevaal-Stadion) \| \| Ergebnis: 1:1 n. V. (1:1, 1:0) \| \| Zuschauer: 8.826 \| \| Schiedsrichter: Rolf Hansen \| \| Spielbericht \| | \| Finale 1. Wiederholung \| \| 31. Oktober 1965 in Oslo (Ullevaal-Stadion) \| \| Ergebnis: 1:1 n. V. (1:1, 1:0) \| \| Zuschauer: 8.826 \| \| Schiedsrichter: Rolf Hansen \| \| Spielbericht \| | Skeid Oslo |
| Frigg Oslo FK                               | 1:0 Per Pettersen (25.) | 1:1 Pål Sæthrang (75.) | Skeid Oslo |
| Finale 1. Wiederholung                      | | |            |
| 31. Oktober 1965 in Oslo (Ullevaal-Stadion) | | |            |
| Ergebnis: 1:1 n. V. (1:1, 1:0)              | | |            |
| Zuschauer: 8.826                            | | |            |
| Schiedsrichter: Rolf Hansen                 | | |            |
| Spielbericht                                | | |            |

### 2. Wiederholung
| Skeid Oslo                                  | Skeid Oslo | Frigg Oslo FK | Frigg Oslo FK |
| ------------------------------------------- | --- | --- | ------------- |
| Skeid Oslo                                  | \| Finale 2. Wiederholung \| \| 7. November 1965 in Oslo (Ullevaal-Stadion) \| \| Ergebnis: 2:1 (2:0) \| \| Zuschauer: 8.990 \| \| Schiedsrichter: Sverre Eugen Olsen \| \| Spielbericht \|                | \| Finale 2. Wiederholung \| \| 7. November 1965 in Oslo (Ullevaal-Stadion) \| \| Ergebnis: 2:1 (2:0) \| \| Zuschauer: 8.990 \| \| Schiedsrichter: Sverre Eugen Olsen \| \| Spielbericht \| | Frigg Oslo FK |
| Skeid Oslo                                  | Kjell Kaspersen – Ragnar Næss, Kjell Wangen – Jan Gulbrandsen, Frank Olafsen, Finn Thorsen – Erik Mejlo, Per Egil Bjørnsen, Terje Gulbrandsen, Trygve Bornø, Kai Sjøberg, Pål Sætrang, Terje Kristoffersen | Ebbe Gysler – Anders Svela, Tore Børrehaug – Jon Birch-Aune, Åge Solvang, Erik Hagen – Ole Erik Hansen, Tore Fjeldstad, Per Pettersen, Arne Bergersen, Erik Schønfeldt                      | Frigg Oslo FK |
| Skeid Oslo                                  | 1:0 Terje Gulbrandsen (17.) 2:0 Pål Sætrang (23.) | 2:1 Erik Schønfeldt (55.) | Frigg Oslo FK |
| Finale 2. Wiederholung                      | | |               |
| 7. November 1965 in Oslo (Ullevaal-Stadion) | | |               |
| Ergebnis: 2:1 (2:0)                         | | |               |
| Zuschauer: 8.990                            | | |               |
| Schiedsrichter: Sverre Eugen Olsen          | | |               |
| Spielbericht                                | | |               |